# 梅德內島

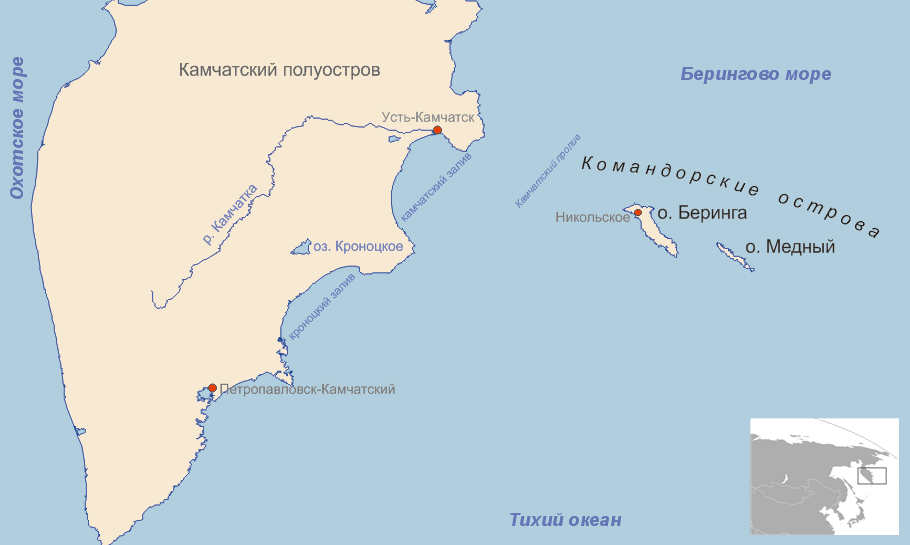

54°42′23.52″N 167°43′2.23″E / 54.7065333°N 167.7172861°E
梅德內島（直译：銅礦之島）是俄羅斯的島嶼，位於堪察加半島以東的白令海，屬於科曼多爾群島的一部分，由堪察加邊疆區負責管轄，長56公里、寬5至7公里，面積186平方公里，最高點海拔高度640米。